# Lamelouze
Lamelouze ist eine französische Gemeinde mit 138 Einwohnern (Stand: 1. Januar 2022) im Département Gard in der Region Okzitanien (vor 2016: Languedoc-Roussillon). Die Gemeinde gehört zum Arrondissement Alès und ist Teil des Kantons La Grand-Combe. Die Einwohner werden Lamelouziens genannt.

## Geographie
Lamelouze liegt etwa zwölf Kilometer nordwestlich von Alès. Umgeben wird Lamelouze von den Nachbargemeinden Branoux-les-Taillades im Norden, Les Salles-du-Gardon im Osten, Soustelle im Südosten, Saint-Martin-de-Boubaux im Süden und Westen sowie Le Collet-de-Dèze im Nordwesten. 

## Bevölkerungsentwicklung
| 1962                      | 1968 | 1975 | 1982 | 1990 | 1999 | 2006 | 2013 |
| ------------------------- | ---- | ---- | ---- | ---- | ---- | ---- | ---- |
| 105                       | 105  | 81   | 72   | 79   | 86   | 83   | 115  |
| Quelle: Cassini und INSEE |      |      |      |      |      |      |      |